# Porumbești
Porumbești (Kökényesd en hongrois) est une commune roumaine du județ de Satu Mare, dans la région historique de Transylvanie et dans la région de développement du Nord-ouest.

## Géographie
La commune de Porumbești est située dans le nord du județ, à la frontière avec l'Ukraine et près de la frontière hongroise, sur la rive droite de la rivière Tur, dans la plaine du Someș, à 36 km au nord de Satu Mare, le chef-lieu du județ.
La municipalité est composée des deux villages suivants (population en 2002) :
- Cidreag (1 062) ;
- Porumbești (1 523), siège de la commune.

## Histoire
La première mention écrite du village de Porumbești date de 1274 sous le nom de Terra Kukymus, le village de Cidreag est lui cité en 1224.
Les deux villages, qui appartenaient au royaume de Hongrie, faisaient partie de la principauté de Transylvanie et ils en ont donc suivi l'histoire. Ils ont longtemps fait partie des biens de la famille noble des Perényi.
Au XVIIe siècle, des colons ruthènes et slovaques s'installent dans le village. Au XVIIIe siècle, ce sont des colons juifs qui les rejoignent. Le village a beaucoup souffert des pillages polonais, turcs et tatars entre 1650 et 1750.
Après le compromis de 1867 entre Autrichiens et Hongrois de l'empire d'Autriche, la principauté de Transylvanie disparaît et, en 1876, le royaume de Hongrie est partagé en comitats. Porumbești, qui fait partie de la commune de Halmeu, intègre le comitat de Ugocsa (Ugocsa vármegye) dont le chef-lieu était la ville de Vynohradiv aujourd'hui en Ukraine.
À la fin de la Première Guerre mondiale, l'Empire austro-hongrois disparaît et les deux villages rejoignent la Grande Roumanie au traité de Trianon.
En 1940, à la suite du deuxième arbitrage de Vienne, ils sont annexés par la Hongrie jusqu'en 1944, période durant laquelle la communauté juive est exterminée par les nazis. Elle réintègre la Roumanie après la Seconde Guerre mondiale au traité de Paris en 1947.
En 2005, les deux villages de Porumbești et Cidreag quittent la commune de Halmeu et forment une nouvelle commune qui prend le nom de Porumbești.

## Politique
Le conseil municipal de Porumbești compte 11 sièges de conseillers municipaux. À l'issue des élections municipales de juin 2008, Levente Simon (UDMR) a été élu maire de la commune.
| Parti                                      | Nombre de conseillers |
| ------------------------------------------ | --------------------- |
| Union démocrate magyare de Roumanie (UDMR) | 11                    |

## Religions
En 2002, la composition religieuse des deux villages était la suivante :
- Grecs-Catholiques, 56,85 % ;
- Catholiques romains, 38,61 % ;
- Réformés, 2,48 % ;
- Chrétiens orthodoxes, 1,03 %.

## Démographie
Il est à noter que les deux villages de Porumbești et Cidreag appartenaient à la commune de Halmeu jusqu'en 2005.
En 1910, à l'époque austro-hongroise, les deux villages avaient une population exclusivement hongroise de 2 118 personnes.
En 1930, on dénombrait 848 Hongrois (41,71 %), 478 Roumains (23,63 %), 170 Ukrainiens (22,89 %), 102 Juifs (5,04 %) et 79 Tsiganes (3,91 %).
En 1956, après la Seconde Guerre mondiale, les différents pourcentages des nationalités présentes ne sont pas connus.
En 2002, la commune comptait 2 103 Hongrois (81,35 %), 427 Tsiganes (16,52 %) et 52 Roumains (2,01 %). On comptait à cette date 836 ménages et 780 logements.
| 1880  | 1890  | 1900  | 1910  | 1920  | 1930  | 1941  | 1956  | 1966  |
| ----- | ----- | ----- | ----- | ----- | ----- | ----- | ----- | ----- |
| 1 679 | 1 933 | 2 039 | 2 133 | 1 963 | 2 023 | 2 172 | 2 345 | 2 502 |

| 1977  | 1992  | 2002  | 2007  | - | - | - | - | - |
| ----- | ----- | ----- | ----- | - | - | - | - | - |
| 2 660 | 2 626 | 2 585 | 2 573 | - | - | - | - | - |

## Économie
L'économie de la commune repose sur l'agriculture et en particulier sur la culture des fraises dont la région est le principal producteur du pays. La commue possède également un potentiel touristique avec son lac d'une superficie de 20 ha propice à la pêche.

## Communications

### Routes
Porumbești est situé non loin de la nationale DN19 qui rejoint Satu Mare.

### Voies ferrées
Porumbești est desservie par la ligne des chemins de fer roumains Satu Mare-Ukraine.

## Lieux et monuments
- Porumbești, église grecque-catholique de la Naissance du Christ (Nașterea Preacuratei) datant des années 1831-1836 dont l'élément le plus remarquable est son iconostase et qui est classée monument historique[8].
- Porumbești, église catholique romaine St Emeric d'abord édifiée en style gothique, puis reconstruite dans la deuxième moitié du XVIIIe siècle[8],[9].
- Porumbești, chapelle grecque catholique de l'Annonciation (Buenvestire), datant de 1831 et devenue lieu de pèlerinage[10].
- Porumbești, réserve naturelle de la rivière Tur.
- Cidreag, église grecque catholique de l'Ascension (Înălțarea Domnului) achevée en 1807[8],[11].